# タナシ・コッキナキス
- タナシ・コキナキス

アサナシオス・"タナシ"・コッキナキス (Athanasios "Thanasi" Kokkinakis, 英語発音: /θəˈnɑːsi ˌkɒkɪˈnɑːkɪs/, ギリシア語:  Αθανάσιος "Θανάσης" Κοκκινάκης, 1996年4月10日 - ) は、オーストラリア・アデレード出身のギリシャ系オーストラリア人男子プロテニス選手。これまでにATPツアーでシングルス1勝。ダブルス3勝を挙げている。自己最高ランキングはシングルス65位、ダブルス15位。右利き、バックハンド・ストロークは両手打ち。「コキナキス」の表記揺れも多い。

## 選手経歴

### ジュニア時代
ギリシャ人移民の両親の元でオーストラリアのアデレードで生まれた。7歳からテニスを始める。ギリシャの市民権を所有している。憧れていたテニス選手はマラト・サフィンであった。
2008年3月にミルデューラ (ビクトリア州)で開催された12歳のテニストーナメントで優勝を果たした。2009年にはジュニアヨーロッパツアーのオーストラリア代表に選抜された。コキナキスはこれがキャリアの流れを変えたと述べている。

### 2013年 プロ転向
2013年全豪オープンジュニアトーナメントではワイルドカードで出場して、順当に決勝に進出。決勝では同胞のニック・キリオスと対戦して、7-6(4), 6-3で敗れて準優勝。6月の2013年ウィンブルドン選手権ジュニアトーナメントではシングルスで3回戦進出。キリオスと組んだダブルスではジュニアグランドスラム優勝を果たした。2013年全米オープン (テニス)ジュニアトーナメントシングルスの決勝でボルナ・チョリッチに6–3, 3–6, 1–6で敗れて、準優勝。ここまで活躍でジュニア世界ランキングで10位を記録した。同年にプロ転向をする。ATPツアーでの年間最終ランキングは621位。

### 2014年 グランドスラム初出場
4大大会では2014年全豪オープン男子シングルスで初出場。年間最終ランキングは150位。

### 2015年 トップ100入り

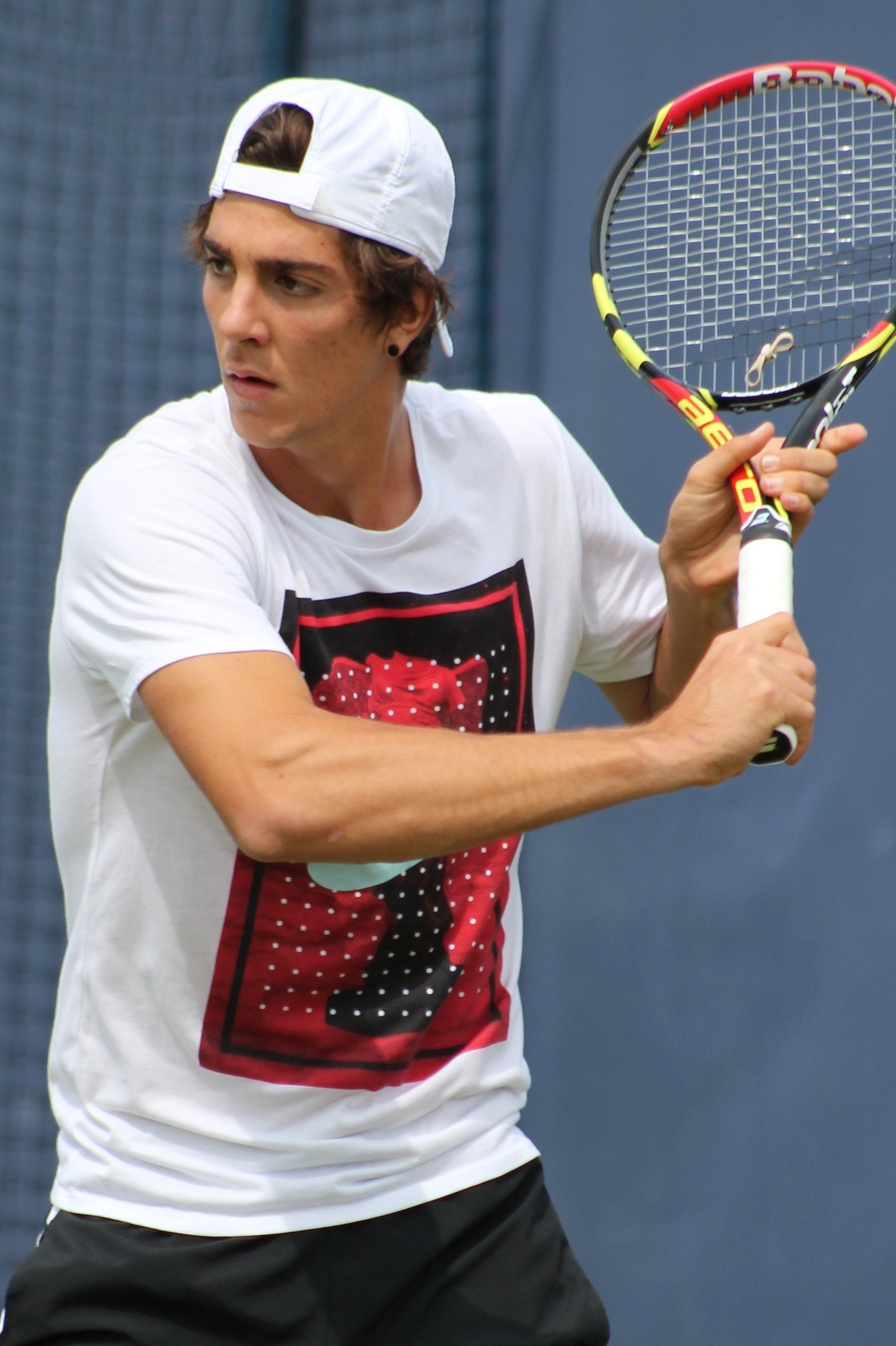
2015年ウィンブルドン選手権予選でのタナシ・コキナキス

全豪オープンではワイルドカードにより、本戦出場。1回戦では第11シードのエルネスツ・ガルビスを5-7, 6-0, 1-6, 7-6(2), 8-6のフルセットで破り、2年連続初戦突破。2回戦では同胞のサム・グロスに6-3, 3-6, 5-7, 6-3, 1-6のフルセットの末に敗れた。
マドリード・オープンでは予選を通過するも、サム・クエリーに4-6, 7-6(6), 3-6で初戦敗退したが、大会後にはトップ100入りを果たした。全仏オープンでもワイルドカードにより、本戦初出場。1回戦ではニコロズ・バシラシビリを3-6, 6-4, 7-6(4), 6-2の逆転で破り、2回戦では同胞の第27シードのバーナード・トミックを3-6, 3-6, 6-3, 6-4, 8-6のフルセットの末に2セットダウンからの大逆転で下して、グランドスラム初の3回戦進出。3回戦では第1シードのノバク・ジョコビッチに4-6, 4-6, 4-6のストレートで敗れた。年末に右肩の手術を受けた。年間最終ランキングは80位。

### 2016年 オリンピック初出場
リオデジャネイロオリンピックで初めてのオリンピックに出場を果たした。シングルス1回戦でポルトガルのガスタン・エリアスに6-7(4), 6-7(3)のストレート敗れた。今季は昨年から続いている左肩の怪我により、リオ五輪以外の大会には出場できなかったため、ポイントが消滅した。

### 2017年 ツアーダブルス初優勝

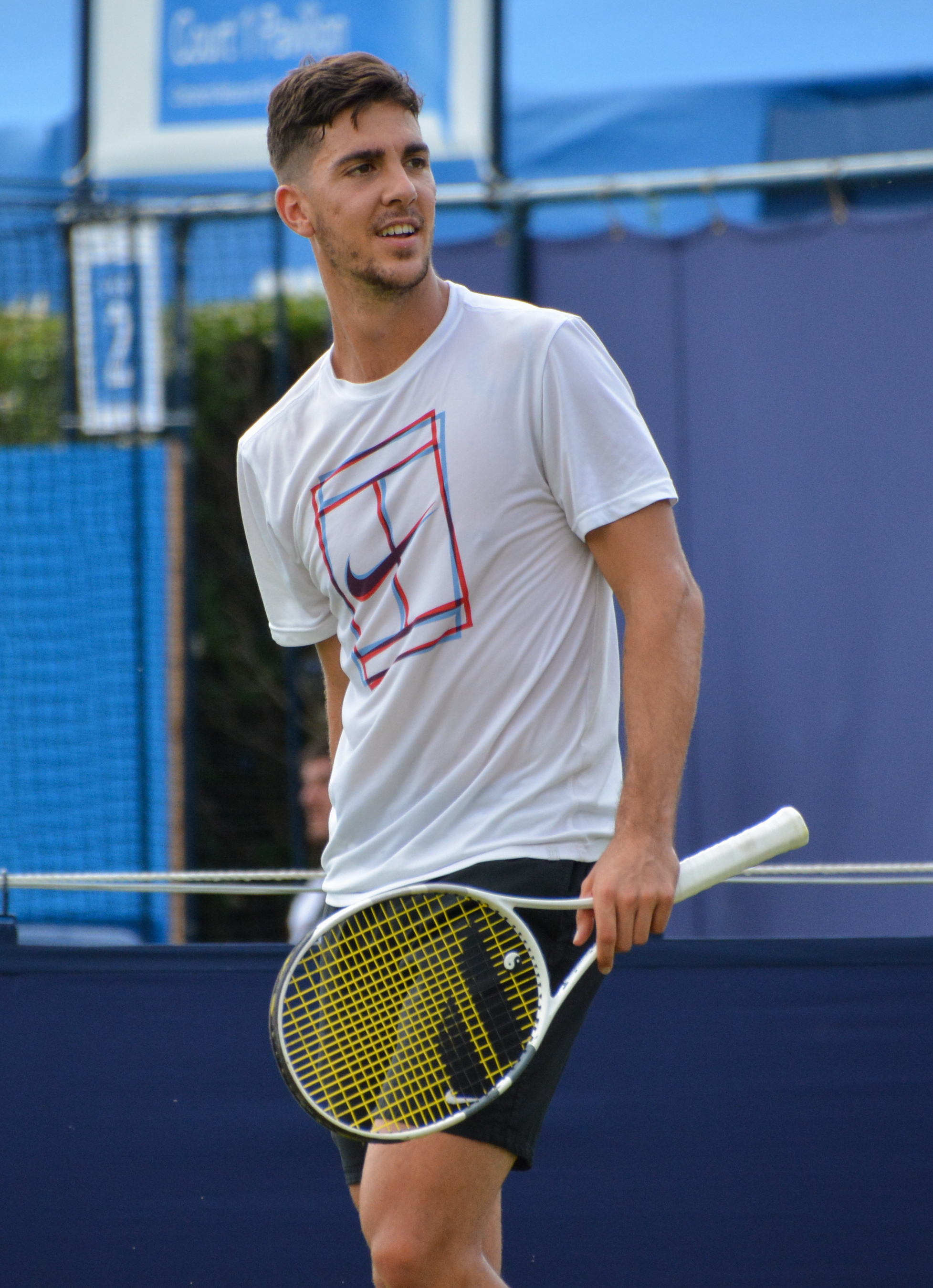
2017年クイーンズ・クラブ選手権でのタナシ・コキナキス

1月のブリスベン国際でジョーダン・トンプソンと組んだダブルスではATPツアー初優勝を果たした。リヨン・オープンでは
デニス・イストミンに初戦敗退。全仏オープンでは1回戦で第8シードの錦織圭に6-4, 1-6, 4-6, 4-6に敗れた。ロスマーレン・グラスコート選手権では2回戦でダニール・メドベージェフに敗れた。エイゴン選手権では1回戦で当時世界ランキング6位のミロシュ・ラオニッチを7–6(5), 7–6(8)で破りトップ10選手に初めて勝利した。しかし2回戦でメドベージェフに敗退した。ウィンブルドン選手権では第29シードのフアン・マルティン・デル・ポトロに1回戦で敗れた。8月のロス・カボス・オープンでは準決勝でトマーシュ・ベルディハを3–6, 7–6(5), 6–4で破り、ATPツアーシングルスで初めて決勝に進出した。決勝ではサム・クエリーに3–6, 6–3, 2–6で敗れ準優勝となった。全米オープンではヤンコ・ティプサレビッチにフルセットの末に初戦敗退。年間最終ランキングは209位。

### 2018年 フェデラー撃破

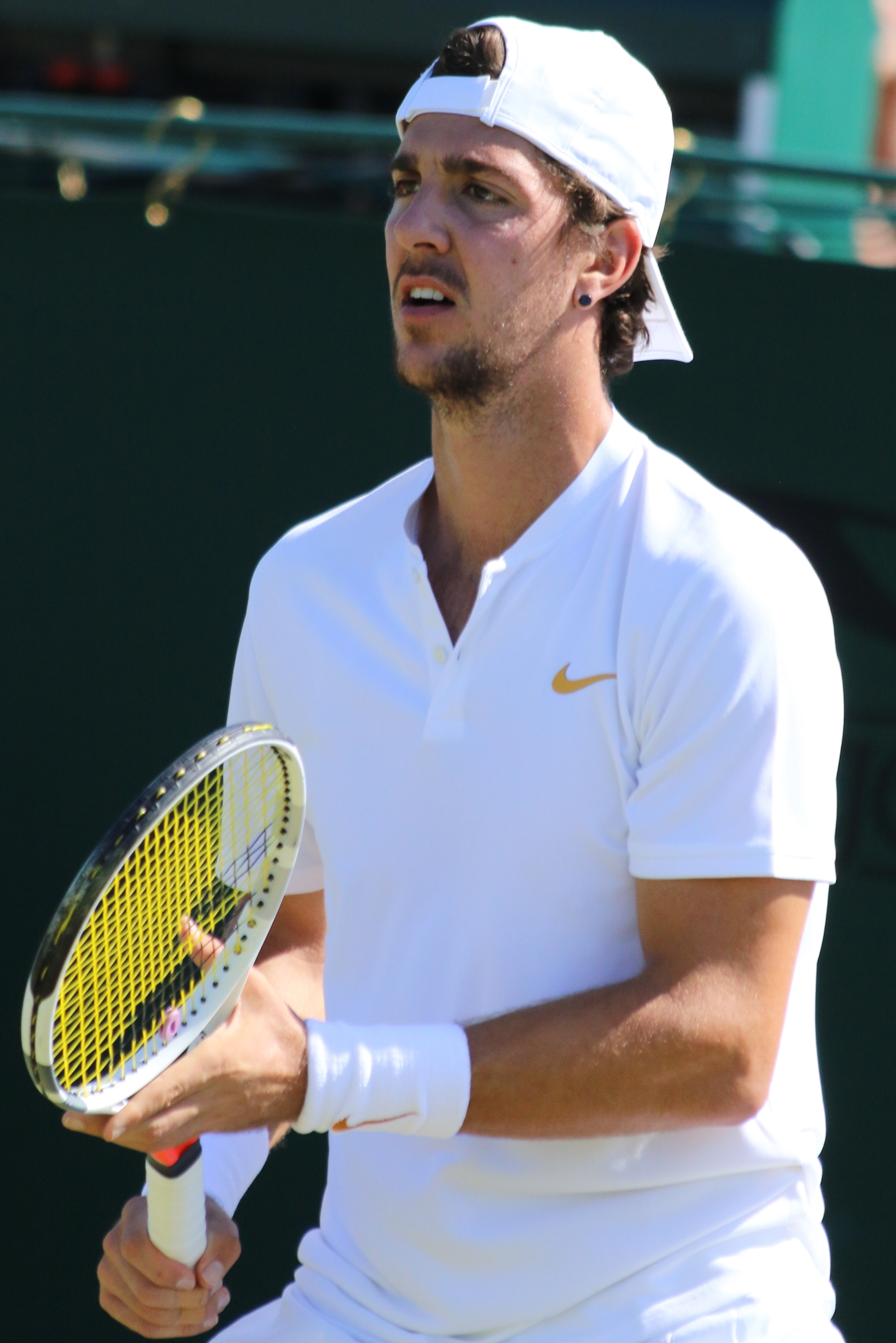
2018年ウィンブルドン選手権予選でのタナシ・コキナキス

全豪オープンでは1回戦でダニール・メドベージェフに敗れた。メキシコ・オープンでは2回戦でフェリシアーノ・ロペスに敗れた。BNPパリバ・オープンでは予選1回戦でマルコス・バグダティスに敗退したが、続くマイアミ・オープンでは予選を突破して、2回戦で世界ランキング1位のロジャー・フェデラーに3–6, 6–3, 7–6(4)で勝利した。3回戦ではフェルナンド・ベルダスコに敗れた。
モンテカルロ・マスターズでは1回戦でカレン・ハチャノフに敗れた。2018年全仏オープン男子シングルスでは予選敗退。ウィンブルドン選手権では予選決勝でアレックス・ボルトに惜敗。アビエルト・メキシコ・ロス・カボスでは1回戦でテイラー・フリッツに敗れたが、ダブルスではフリッツと組み、準優勝。アプトス・チャレンジャーでは決勝でロイド・ハイスを破り、優勝。同大会のダブルスでも優勝を果たして単複ともに優勝を果たした。全米オープンでは予選2回戦敗退。ラスベガス・チャレンジャーでもシングルス優勝を果たす。年間最終ランキングは153位。

### 2019年 トップ200陥落
ブリスベン国際では予選通過したがジョー＝ウィルフリード・ツォンガに敗退。
2019年全豪オープンに出場したが1回戦のダニエル太郎戦で怪我のため途中棄権。その後はATPチャレンジャーツアーに出場。2019年全仏オープンとウィンブルドン選手権は怪我のために欠場。アビエルト・メキシコ・ロス・カボスにワイルドカードで出場して、2018年のマイアミ・オープンでロジャー・フェデラーを勝利したとき以来、492日ぶりのATPツアーでの勝利だった。ベスト8まで進出して準々決勝でラドゥ・アルボットに敗れた。2019年全米オープンでは1回戦を突破するも、2回戦でラファエル・ナダルに敗れた。9月のロイヤルバンク・オブ・スコットランド・チャレンジャーでは準優勝。年間最終ランキングは200位。

### 2020年 コロナ禍での離脱
昨年の怪我の影響と新型コロナウィルスの蔓延により、2020年シーズンはほぼツアー不参戦であった。年間最終ランキングは260位。

### 2021年 ツアー復帰 トップ200復帰
全豪オープンでは1回戦で權順宇を破り、2回戦ではステファノス・チチパスにフルセットの熱戦の末に敗れた。同大会のダブルスではニック・キリオスと組み、2回戦敗退。マイアミ・オープンでは予選通過して1回戦で望月慎太郎を破り、2回戦ではマートン・フチョビッチに敗れた。その後はATPチャレンジャーツアーを巡り、5月のチャレンジャー大会で優勝を果たした。年間最終ランキングは172位。

### 2022年 全豪ダブルス初優勝 ツアー初優勝 トップ100復帰 デビス杯準優勝
アデレード国際2では1回戦でブノワ・ペール、2回戦でジョン・イズナー、準決勝でマリン・チリッチらを破り、2017年以来のツアー2度目の決勝進出。決勝でアーサー・リンダークネッシュを下して、地元オーストラリアのアデレードで悲願のATPツアー初優勝を果たした。全豪オープンではワイルドカードで本戦出場して1回戦でヤニック・ハンフマンに2-6, 3-6, 2-6のストレートで敗退。しかし、ダブルスではニック・キリオスと組み、1997年ぶりの母国オーストラリア人同士のペアによる初優勝を果たした。
デルレイビーチ・オープンではセバスチャン・コルダに初戦敗退。BNPパリバ・オープンでは予選を通過するも、またしてもコルダに本戦初戦敗退。続くマイアミ・オープンでは2回戦でディエゴ・シュワルツマンを4-6, 7-6(3), 6-4で破る活躍で4回戦進出。4回戦でアレクサンダー・ズベレフに4-6, 4-6のストレートで敗れた。ダブルスではキリオスと組み、ベスト4入り。
BNLイタリア国際では予選1回戦でラスロ・ジェレに敗退。ダブルスでは本戦2回戦で敗れた。ジュネーブ・オープンではベスト8入り。準々決勝でキャスパー・ルードに敗退した。全仏オープンでは4-6, 6-4, 4-6, 6-7(5)で初戦敗退。ダブルスではアレクサンダー・ブブリクと組んで3回戦進出。ウィンブルドン選手権では1回戦でカミル・マイクシャクに7-6(5), 6-2, 7-5のストレートで勝利し、ウィンブルドン初勝利を挙げた。2回戦ではノバク・ジョコビッチに1-6, 4-6, 2-6のストレートで敗れた。混合ダブルスの部でも初の2回戦進出。
アトランタ・オープンではダブルスでキリオスと組み、ダブルスツアー3勝目を挙げた。ウエスタン・アンド・サザン・オープンでは予選を通過して、シングルス本戦でヤニック・シナーに7-6(9), 4-6, 6-7(6)の熱戦で初戦敗退。ダブルスでは2回戦敗退。全米オープンでは今季ダブルスを組んだ戦友キリオスと初戦で対決して、3-6, 4-6, 6-7(4)のストレートで初戦敗退。ダブルスではキリオスと初の3回戦進出。初出場の混合ダブルスでは1回戦敗退。ジャパン・オープンではボルナ・チョリッチに4-6, 6-7(4)のストレートで敗退。ダブルスではベスト4入り。
2022年ATPファイナルズでは全豪オープンダブルスで優勝したことで、ダブルス初出場を果たすも、ラウンドロビン敗退。デビスカップ2022では準決勝でクロアチアを下して、決勝でカナダに敗れ、準優勝。今季はツアー初優勝、全豪オープンダブルス初優勝、デビスカップ準優勝など復帰を印象付ける一年となった。世界ランキングも回復し、年間最終ランキングはシングルス93位。ダブルス15位。

### 2023年 グランドスラム3回戦進出

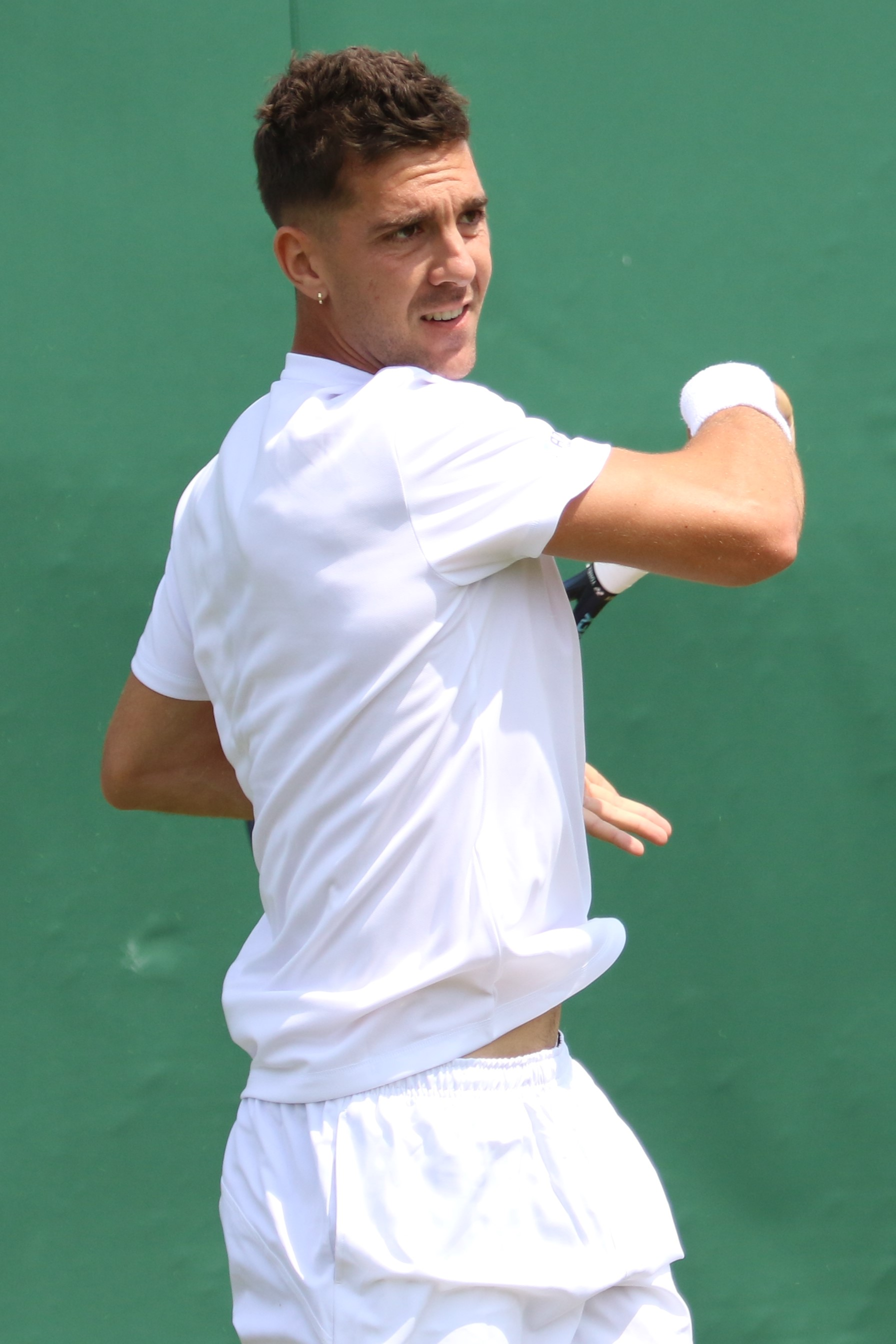
2023年ウィンブルドン選手権でのタナシ・コキナキス

1月、アデレード国際1では2回戦でヤニック・シナーに7-6(2), 6-4のストレートで敗れた。アデレード国際2では2回戦で第1シードのアンドレイ・ルブレフに6-4, 3-6, 6-3で破る。準決勝ではロベルト・バウティスタ・アグートに7-6(4), 3-6, 6-3で敗れた。全豪オープンでは1回戦でファビオ・フォニーニを6-1, 6-2, 6-2のストレートで破り、2回戦では元世界ランキング1位のアンディ・マリーに6-4, 7-6(4), 6-7(5), 3-6, 5-7の2セットアップの相手の逆転によって、マレーに屈した。
2月、マナーマ・チャレンジャーでは決勝でアブドッラー・シルバーヤを6-1, 6-4のストレートで下して、優勝。チャレンジャー5勝目を挙げた。
3月、BNPパリバ・オープンでは初戦を突破するも、2回戦ではカルロス・アルカラスに3-6, 3-6のストレートで敗れた。フェニックス・チャレンジャーでは2回戦でヤン＝レナード・ストルフに3-6, 3-6のストレートで敗退。マイアミ・オープンでは2回戦でホベルト・ホルカシュに接戦の末に敗れた。
4月、マドリード・オープンではハウメ・ムナルに初戦敗退。
5月、サルデーニャ・オープンではベスト8進出。準々決勝ではラスロ・ジェレに3-6, 6-1, 6-1で敗退。ローマ・マスターズでは2回戦でヤニック・シナーに1-6, 4-6のストレートで敗退。
6月、全仏オープンでは1回戦で第20シードのダニエル・エバンスを4-6, 4-6, 4-6のストレートで破り、2回戦ではスタン・ワウリンカを3-6, 7-5, 6-3, 6-7(4), 6-3のフルセットで下して、2015年以来となる8年ぶりに3回戦進出をする。3回戦では第11シードのカレン・ハチャノフに4-6, 1-6, 6-3, 6-7(5)で敗れた。ウィンブルドン選手権では第2シードとして予選出場するも、リアンドロ・リーディに5-7, 4-6で予選敗退。
7月、アトランタ・オープンでは1回戦でガエル・モンフィスを破るも、2回戦では同胞のアレックス・デミノーに3-6, 4-6のストレートで敗れた。

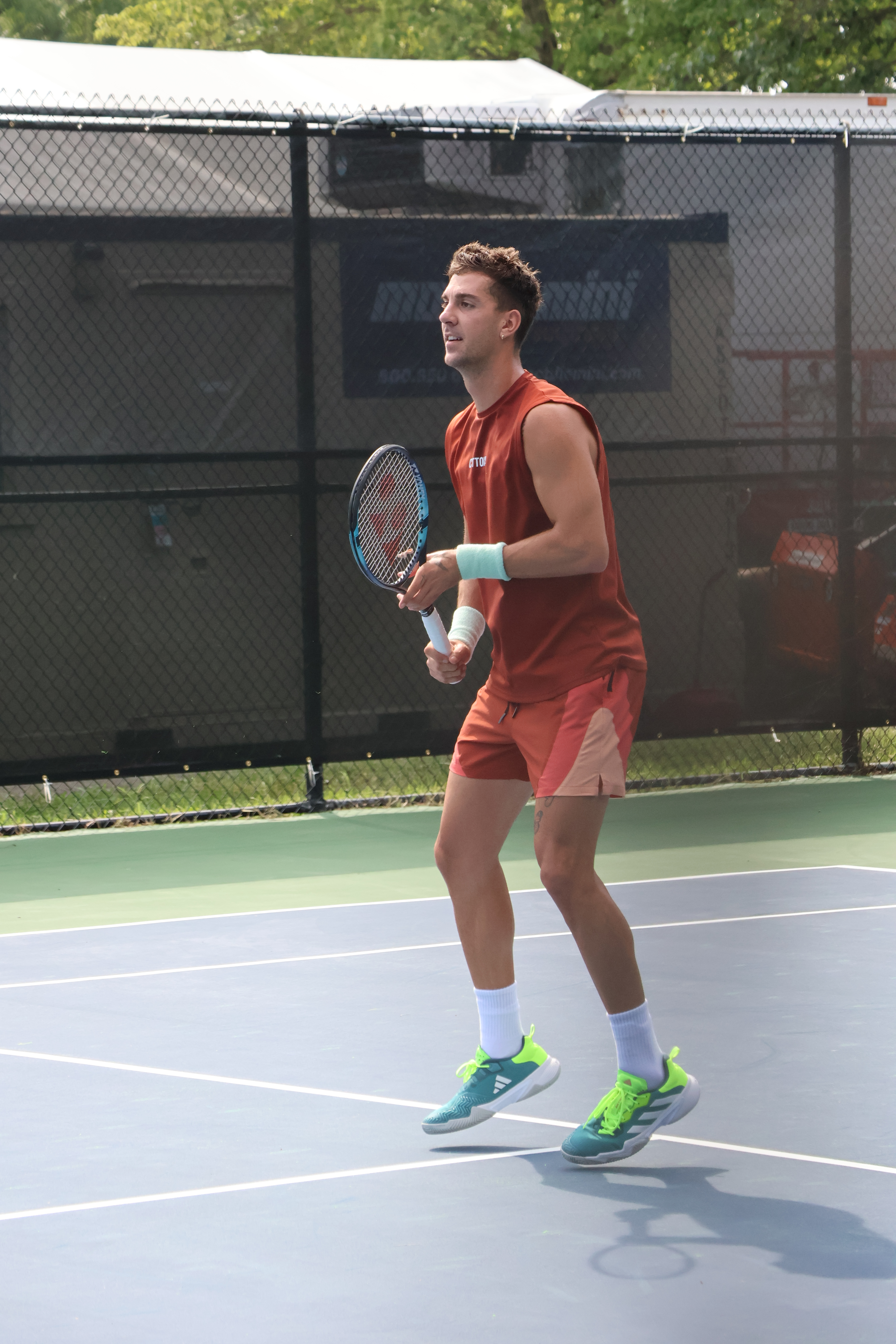
2023年ムバダラ・シティDCオープンでのタナシ・コキナキス

8月、シティ・オープンでは1回戦でダニエル太郎を2-6, 6-4, 6-4で破るも、2回戦ではウゴ・アンベールに6-7(8), 6-1, 4-6で敗退。ナショナル・バンク・オープンでは2回戦でロレンツォ・ムゼッティに6-4, 5-7, 4-6で敗退。ウエスタン・アンド・サザン・オープンではホルカシュに6-7(2), 6-3, 6-7(1)で初戦敗退。全米オープンでは許育修に3-6, 4-6, 6-3, 3-6で初戦敗退。
10月、上海マスターズでは初の本戦出場。1回戦ではフォニーニを6-2, 6-4のストレートで破るも、2回戦ではホルカシュに6-7(5), 4-6のストレートで敗退。
11月、シドニー・プロツアーではベスト4進出。準決勝では途中棄権。パリ・マスターズは例年通り欠場。年間最終ランキングは65位。

### 2024年 チャレンジャー7勝目
全豪オープンでは1回戦でセバスティアン・オフナーに7-6(1), 2-6, 6-7(4), 6-1, 7-6(8)のフルセットで破るも、2回戦で第13シードのグリゴール・ディミトロフに3-6, 2-6, 6-4, 4-6で敗れた。ロス・カボス・オープンでは準々決勝でアレクサンダー・ズベレフに3-6, 4-6のストレートで敗退。BNPパリバ・オープンではマルコス・ギロンを6-3, 7-5のストレートで破るも、2回戦ではヤニック・シナーに3-6, 0-6のストレートで敗退。5月のサラソタ・オープンでは決勝進出。決勝ではジズー・ベルグスを6-3, 1-6, 6-0で破り、ATPチャレンジャーツアー6勝目を挙げた。全仏オープンでは2年連続3回戦進出。3回戦では第12シードのテイラー・フリッツに3-6, 2-6, 7-6(4), 5-7, 6-3のフルセットで敗れた。ウィンブルドン選手権では1回戦で第17シードのフェリックス・オジェ＝アリアシムを4-6, 5-7, 7-6(9), 6-4, 6-4のフルセットで初戦を突破するも、2回戦でのリュカ・プイユ戦では6-2, 5-7, 2-5の時点で途中棄権。全米オープンでは1回戦で第11シードのステファノス・チチパスを7-6(5), 4-6, 6-3, 7-5で下し、初戦突破。2回戦ではヌーノ・ボルヘスに4-6, 5-7, 5-7のストレートで敗れた。レーバーカップでは世界選抜としてシングルスではチチパスと再戦し、1-6, 4-6のストレートで敗退。11月、シドニー・プロツアーでは決勝でリンキー・ヒジカタを6-1, 6-1のストレートで下して、チャレンジャー7勝目を挙げた。年間最終ランキングは77位。

## ATPツアー決勝進出結果

### シングルス: 2回 (1勝1敗)
| 大会グレード                            |
| グランドスラム (0-0)                    |
| ATPワールドツアー・ファイナル (0-0)     |
| ATPワールドツアー・マスターズ1000 (0-0) |
| ATPワールドツアー・500シリーズ (0-0)    |
| ATPワールドツアー・250シリーズ (1–1)    |

| サーフェス別タイトル |
| ハード (1–1)         |
| クレー (0-0)         |
| 芝 (0-0)             |
| カーペット (0-0)     |

| 結果   | No. | 決勝日        | 大会         | サーフェス | 対戦相手                     | スコア                  |
| ------ | --- | ------------- | ------------ | ---------- | ---------------------------- | ----------------------- |
| 準優勝 | 1.  | 2017年8月5日  | ロス・カボス | ハード     | サム・クエリー               | 3–6, 6–3, 2–6           |
| 優勝   | 2.  | 2022年1月15日 | アデレード2  | ハード     | アーサー・リンダークネッシュ | 6-7(6-8), 7-6(7-5), 6-3 |

### ダブルス: 4回 (3勝1敗)
| 結果   | No. | 決勝日        | 大会         | サーフェス | パートナー             | 対戦相手                                              | スコア        |
| ------ | --- | ------------- | ------------ | ---------- | ---------------------- | ----------------------------------------------------- | ------------- |
| 優勝   | 1.  | 2017年1月8日  | ブリスベン   | ハード     | ジョーダン・トンプソン | ジル・ミュラー サム・クエリー                         | 7-6(9), 6-4   |
| 準優勝 | 2.  | 2018年8月5日  | ロス・カボス | ハード     | テイラー・フリッツ     | マルセロ・アレバロ ミゲル・アンヘル・レジェス＝バレラ | 4–6, 4–6      |
| 優勝   | 3.  | 2022年1月29日 | メルボルン   | ハード     | ニック・キリオス       | マシュー・エブデン マックス・パーセル                 | 7–5, 6–4      |
| 優勝   | 4.  | 2022年7月31日 | アトランタ   | ハード     | ニック・キリオス       | ジェイソン・クブラー ジョン・ピアース                 | 7–6(7–4), 7–5 |

## 成績
略語の説明
| W | F | SF | QF | #R | RR | Q# | LQ | A | Z# | PO | G | S | B | NMS | P | NH |

W=優勝, F=準優勝, SF=ベスト4, QF=ベスト8, #R=#回戦敗退, RR=ラウンドロビン敗退, Q#=予選#回戦敗退, LQ=予選敗退, A=大会不参加, Z#=デビスカップ/BJKカップ地域ゾーン, PO=デビスカップ/BJKカッププレーオフ, G=オリンピック金メダル, S=オリンピック銀メダル, B=オリンピック銅メダル, NMS=マスターズシリーズから降格, P=開催延期, NH=開催なし.
| 大会           | 2013 | 2014 | 2015 | 2016 | 2017 | 2018 | 2019 | 2020 | 2021 | 通算成績 |
| -------------- | ---- | ---- | ---- | ---- | ---- | ---- | ---- | ---- | ---- | -------- |
| 全豪オープン   | LQ   | 2R   | 2R   | A    | A    | 1R   | 1R   | A    | 2R   | 3–5      |
| 全仏オープン   | A    | LQ   | 3R   | A    | 1R   | LQ   | A    | A    |      | 2–2      |
| ウィンブルドン | A    | A    | 1R   | A    | 1R   | LQ   | A    | NH   |      | 0–2      |
| 全米オープン   | A    | LQ   | 1R   | A    | 1R   | LQ   | 2R   | A    |      | 1–2      |

※不戦敗は通算成績に含まない。

### 大会最高成績
| 大会                 | 成績 | 年               |
| -------------------- | ---- | ---------------- |
| ATPファイナルズ      | A    | 出場なし         |
| インディアンウェルズ | 4R   | 2015             |
| マイアミ             | 4R   | 2022             |
| モンテカルロ         | 1R   | 2018             |
| マドリード           | 1R   | 2015, 2023, 2024 |
| ローマ               | 2R   | 2023             |
| カナダ               | 2R   | 2023, 2024       |
| シンシナティ         | 2R   | 2015             |
| 上海                 | 2R   | 2023             |
| パリ                 | A    | 出場なし         |
| オリンピック         | 1R   | 2016             |
| デビスカップ         | F    | 2022, 2023       |